# کبوترخانه ولاشان
مجموعهٔ کبوترخانهٔ ولاشان یا برج‌های ولاشان اثری تاریخی در ولاشان استان اصفهان هستند. دیرینگی احداث این اثر مربوط به دوران صفوی، افشاریان و قاجار است. این اثر، مجموعه‌ای از متراکم‌ترین سازه‌های کبوترخانه در ایران و ثبت‌شده به‌عنوان یکی آثار ملی ایران است. ۲۵ برج کبوتر در نزدیکی هم، این برج‌ها را به یکی از متراکم‌ترین برج‌های کبوتر جهان تبدیل کرده‌است.

## تاریخچه

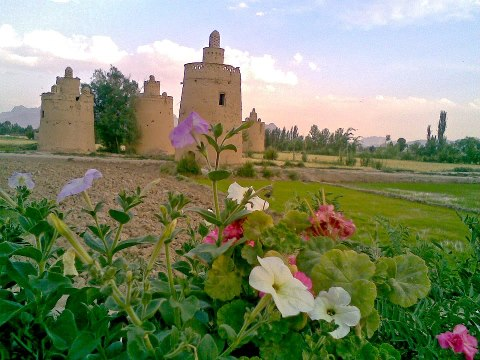
کبوترخانهٔ ولاشان

در دورهٔ صفوی در اصفهان در حدود ۳۰۰۰ برج کبوترخانه وجود داشته‌است. در تصاویر به‌جای‌مانده از کوه آتشگاه هرستان در دوران قاجار برج‌های کبوترخانه به فاصلهٔ اندک ملاحظه می‌شوند که اکنون اثری از آن‌ها موجود نیست؛ بنابراین در دوران صفوی شاید چیزی حدود ۱۸ میلیون لانه کبوتر با احتساب ظرفیت میانگین ۶۰۰۰ کبوتر برای هر کدام از برج‌ها می‌توان محاسبه کرد. برج‌های کبوترخانهٔ خمینی‌شهر که اکنون وجود دارند بیش از ۲۵ عدد نیستند که عمدتاً در منطقهٔ ولاشان وجود داشته و ظرفیت آن‌ها از هزار تا هزار و پانصد متفاوت است. در گذشته در ولاشان مرسوم بوده که هر کس قصد داشت تشکیل زندگی بدهد موظف بود با اهالی روستا به صورت دسته‌جمعی، سالانه یک برج کبوترخانه احداث نماید. فضولات حاوی مقادیر قابل توجهی نیتروژن شیمیایی و آلی و دارای اکسیدهای فسفر و پتاسیم کبوتران در مزارع کشاورزی ماربین بین کشاورزان خرید و فروش می‌شد. این فضولات باعث می‌شد تا بهترین محصولات کشاورزی از صیفی‌جات و سبزیجات تا خربزه و گلابی و به و سیب و حبوبات و گندم تولید شود.

## نام برج‌ها و شماره ثبت ملی
| نام برج              | شماره ثبت ملی |
| -------------------- | ------------- |
| آخوندی               | ۱۴۴۴۲         |
| استاد صفر علی ترکیان | ۱۴۴۲۲         |
| اسماعیل امینی        | ۱۴۳۹۴         |
| اسماعیل امینی        | ۱۴۴۴۹         |
| ترکی‌ها               | ۱۴۴۲۱         |
| حسین داوطلب          | ۱۴۴۱۶         |
| داوطلب               | ۱۴۴۱۷         |
| شعبانعلی قاسمی       | ۱۴۴۱۱         |
| صفرعلی امینی         | ۱۴۳۸۲         |
| عباس قاسمی           | ۱۴۳۹۲         |
| علی قاسمی            | ۱۴۴۲۳         |
| غلامعلی امینی        | ۱۴۴۲۰         |
| عبدالرسول امینی      | ۱۴۱۴۴         |
| لک‌لک                 | ۱۴۴۵۳         |
| محمد حسین باقرپور    | ۱۴۴۱۰         |
| محمد مرادی           | ۱۴۳۸۲         |
| محمدرضا مرادی        | ۱۴۴۱۸         |
| مرتضی امینی          | ۱۴۳۸۴         |

## کبوتر و برج نمادی از آزادی و حقوق بشر
در ادبیات و فرهنگ ایرانی، کبوتر و زن، هر دو را نماد آزادی و عدالت، عشق و زندگی می‌دانند